# ミッテンヴァルト線
ミッテンヴァルト線（ミッテンヴァルトせん、ドイツ語;Mittenwaldbahn）は、オーストリア国鉄の鉄道線の名称である。路線番号は410だが、ドイツ国鉄では960が割り当てられている。ミュンヘン（ドイツのバイエルン州の州都）とインスブルック（オーストリアのチロル州の州都）を結ぶ路線であるが、都市間連絡はクーフシュタインを経由する下インタール線が担っており、410号線はローカル輸送が中心となっている。

## 沿線概況

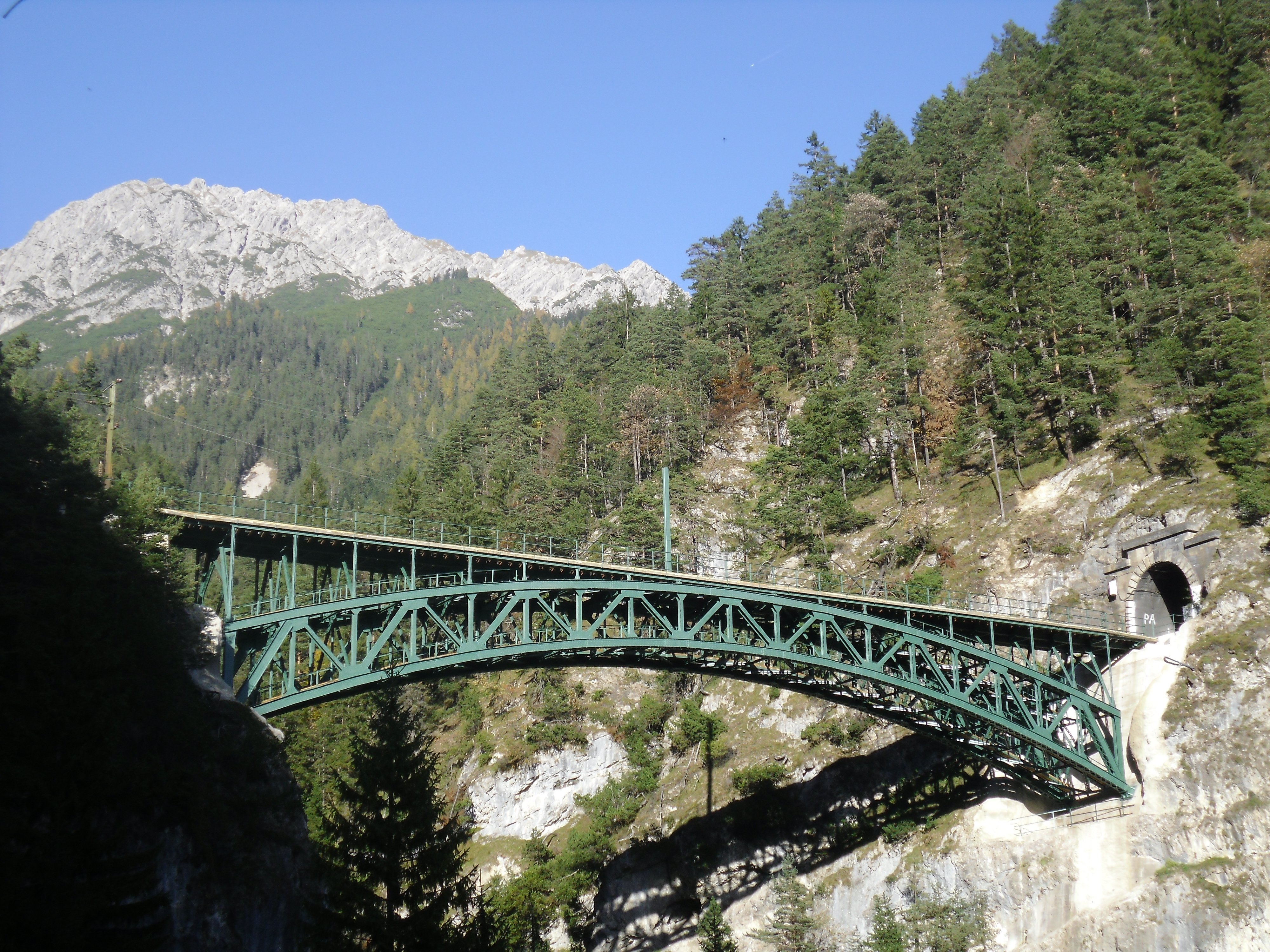
シュロースバッハ鉄橋

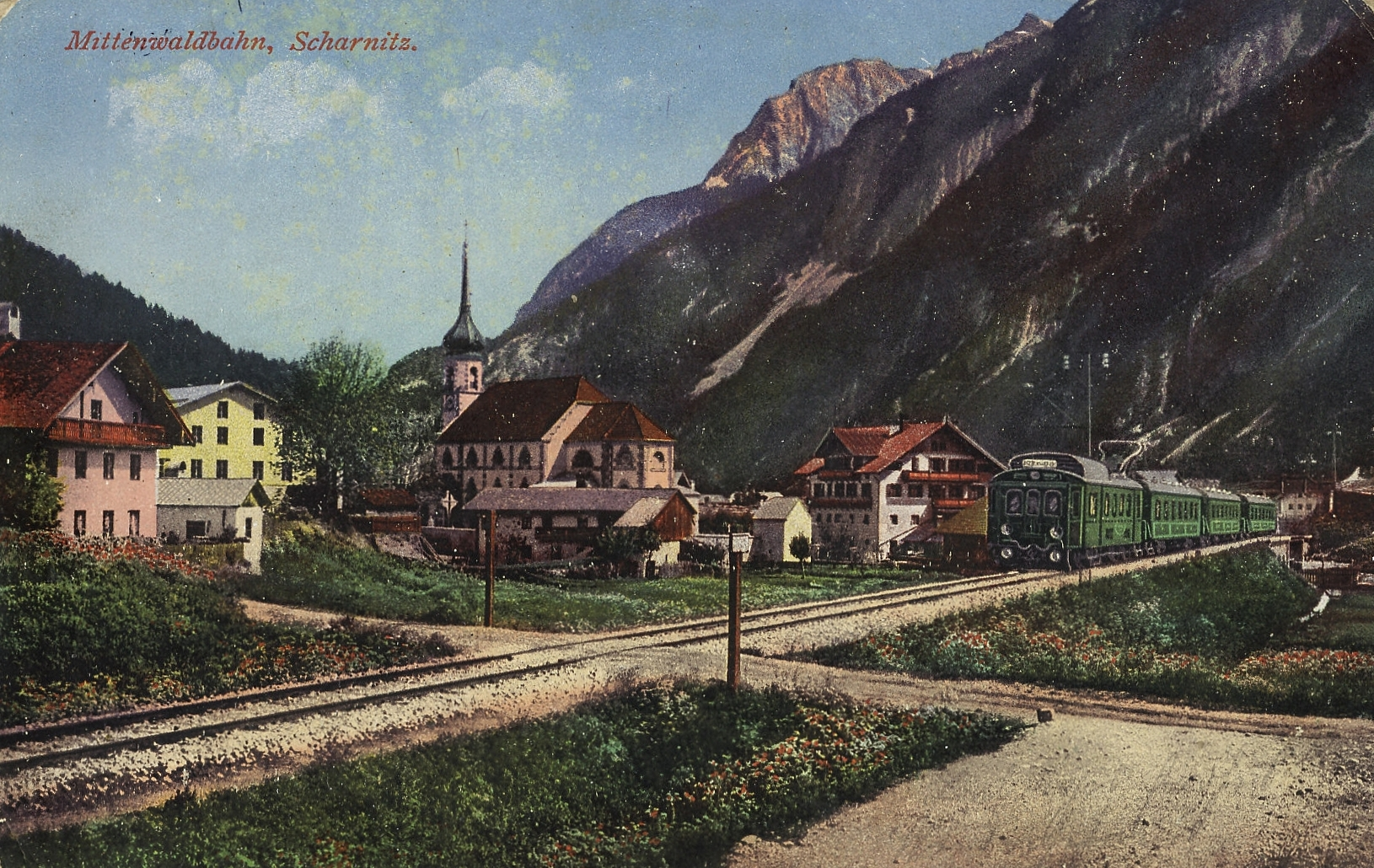
1912年のシャーニッツ

ミッテンヴァルト線はインスブルックからホッホツィアル、ツィアル山、ゼーフェルト鞍部を経てゼーフェルトに向かう。そこから列車は東側の北カーヴェンデル山地と西側のアルンシュピツ山地の間を通過し、オーストリア＝ドイツ国境を超えミッテンヴァルトに至る。線路はシャーニツからミッテンヴァルトまでイザル川に沿って西側に方向が変わる。列車は南側のヴェターシュタイン山地、北側のエスター山地の間を通過し、終点のガルミッシュ＝パルテンキルヒェンに到着する。
ミッテンヴァルト線の特徴は長いトンネルの多いことで、一番長いトンネルは1810.23 mのマルティンスヴァントトンネルである。ホッホツィアル-ライテン間にはシュロースバッハ鉄橋といくつのトンネルが長いループを形成している。

## 歴史
工学者、建設業者のヨゼフ＝リール (Josef Riehl、1842-1917) はすでに1880年代末財務省へインスブルク - ゼーフェルト間の鉄道プロジェクトを提案した。1904年11月22日のオーストリア＝ハンガリー帝国とバイエルン王国の間に締結された条約には、ミッテンヴァルト線建設に関する合議条項も含まれた。経路を巡って、ロイテ・イン・チロルとイムストを直結する鉄道建設の賛成派とは激しい論争もあった。リールはこの路線の建設許可を取った時、同じく工学者、建設業者のヴィルヘルム＝フォン＝ドーデラー(Wilhelm Carl von Doderer、1854-1932)と共に建設法人を設立した。ミッテンヴァルト線はトンネルのため建設費用が高かったので最初から電気鉄道と発電所の建設が計画された。一方バイエルンのミッテンヴァルトの行政府(Magistrat Mittenwald)は1896年に鉄道建設の申し込みをロカルバーン株式会社(Lokalbahn Aktien-Gesellschaft、LAG)に提出した。それはムルナウ - ガルミッシュ地方線をミッテンヴァルトまで延長するプロジェクトだった。
1912年7月1日全線が開通されたが、発電所も電気機関車もまだ準備されていなかったのでしばらくは蒸気機関車が運行された。オーストリア側には1912年10月、バイエルン側には1913年4月電気運転が実現された。インスブルック西駅-中央駅間は1913年3月電化された。ミッテンヴァルト線はオーストリア鉄道に運営されたが、1935年国境線の基準で両側の国有鉄道の所有になった。第二次世界大戦の中、連合軍はこの路線の戦略的に重要だと判断し、空襲を行った。
1964年冬季オリンピックのためゼーフェルト新駅舎が完工され、その期間に105便の特別列車が53,000人の乗客を輸送した。1976年冬季オリンピックの時、乗客の急しい増加が予想されて、全ての駅に電灯信号機が設置された。1980年代インスブルックの道路拡張のため、一部の線路が改築された。2013年8月には線路の差し替え、地盤の改築、トンネルの掃除などが広範に行われた。安全施設の改善も行われ、この路線はその期間に封鎖された。

## 運行形態
地域輸送の場合、インスブルック - ミッテンヴァルト間の運賃制はチロル運輸連合（Verkehrsverbund Tirol, VVT）が担当する。

### 超特急「インターシティ・エクスプレス(ICE)」
- ヴェターシュタイン号：　インスブルック - ガルミッシュ - ハンブルク　【冬季の土曜運行】
- カーヴェンデル号：　インスブルック - ガルミッシュ - ドルトムント　【冬季の金・日曜運行】
金・土曜日にインスブルック行が、土・日曜日にドイツ方面行が、一日1本ずつ運行する。
過去の運行形態
2016年以前は年末年始の休日のみ運行していた。
2017年度は冬季の休日のみの運行。
2018年度は運休していた。
2019,20年度は、通年週2往復の運行で、金曜日と夏・秋の土曜日の南行に限りゼーフェルト止まりであった。
2021年度は、土曜日に南行と土・日曜日の北行が通年運行で、金曜日の南行が冬季運行でゼーフェルト止まりであった。
2022年度に、金曜日の南行も通年運行となり、インスブルックまで延伸された。
2023年度より、再び冬季限定の運行となった。

### 普通「レギオナルバーン(RB)」
- RB6系統：　 ( ゼーフェルト - ) ミッテンヴァルト - ガルミッシュ - ミュンヘン
2時間に1本の運行。うち、休日6往復、平日3往復がゼーフェルト発着となる。ガルミッシュ以北はドイツ国鉄960号線のミュンヘンまで直通する。
過去の運行形態
2019年以前は、平日一日2.5往復、朝のミュンヘン行・夕方のミッテンヴァルト行が快速として運行していた。休日は一日3往復、朝のミッテンヴァルト行・夕方のミュンヘン行が快速として運行していた。
2020,21年度は現在と同等の運行形態だが、オーストリア国内で快速(REX)として運行していた。
2022年度は、オーストリア国内でSバーン(S6)として運行していた。
2023年度に、オーストリア国内もレギオナルバーン(RB)として運行する様になった。

### 普通「Sバーン(S)」
- S6系統：　インスブルック - シャーニッツ ( - ミュンヘン)
平日はシャーニッツ以南で、休日はゼーフェルト以南で、毎時1.5本の運行。ゼーフェルト - シャーニッツ間は、平日毎時1.5本、休日2時間に1本の運行。ガルミッシュまで直通するのが2時間に1本で、一部はドイツ国鉄960号線のミュンヘンまで直通する。
過去の運行形態
2020年以前は、シャーニッツ以北に直通する列車が快速(REX)として運行していた。快速は南行の大部分がギーセンバッハ通過であった他、快速の半数がミュンヘンまで直通していた。そのほかの便は、ゼーフェルト以南に平日1時間に1本、休日2時間に1本の運行で、平日の半数、休日の早朝・深夜のみシャーニッツに乗り入れていた。
2021年度より、シャーニッツ以北に直通する便が普通列車に格下げとなった。平日はゼーフェルト止まりの列車がシャーニッツまで延伸され、休日はゼーフェルト以南で一日1.5往復の運行となった。
2023年度より、ミュンヘン直通列車の大部分がガーミッシュ止まりとなった。また、休日はシャーニッツ以南で毎時1本運行する様になった。ギーセンバッハは全列車停車となった。
2024年度より、休日のゼーフェルト - シャーニッツ間が毎時1本から2時間に1本に削減となった。

## 駅一覧
以下では、オーストリア国鉄401号線の駅と営業キロ、停車列車、接続路線などを一覧表で示す。

### リンダウ - ブルーデンツ間
- 種別
  - RB：普通「レギオナルバーン」
  - S：普通「Sバーン」
- 停車駅
  - ■印：全列車停車
  - ●印：一部通過
  - ○印：一部停車
  - ｜印：全列車通過

| 路線名 | 駅名                               | 駅間営業キロ | 累計営業キロ | ICE | RB | S | 接続路線                                                      | 所在地               | 所在地                             |
| ------ | ---------------------------------- | ------------ | ------------ | --- | -- | - | ------------------------------------------------------------- | -------------------- | ---------------------------------- |
| 301    | インスブルック中央駅               | -            | -1.7         | ■   |    | ■ | 301号線（ウィーン方面、ヴェローナ方面）                       | チロル州             | インスブルック市                   |
| 410    | インスブルック西駅                 | 1.7          | 0.0          | ｜  |    | ■ | 400号線（フェルトキルヒ方面）                                 | チロル州             | インスブルック市                   |
| 410    | インスブルック・ヘッティンク駅     | 1.8          | 1.8          | ｜  |    | ■ |                                                               | チロル州             | インスブルック市                   |
| 410    | アラーハイリゲンヘフェ駅           | 1.9          | 3.7          | ｜  |    | ■ |                                                               | チロル州             | インスブルック市                   |
| 410    | クラーネビッテン駅                 | 2.0          | 5.7          | ｜  |    | ■ |                                                               | チロル州             | インスブルック市                   |
| 410    | ホホツィアル駅                     | 7.0          | 12.7         | ｜  |    | ■ |                                                               | チロル州             | インスブルックラント郡             |
| 410    | ライテン駅                         | 4.1          | 16.8         | ｜  |    | ■ |                                                               | チロル州             | インスブルックラント郡             |
| 410    | ライト駅                           | 2.0          | 18.8         | ｜  |    | ■ |                                                               | チロル州             | インスブルックラント郡             |
| 410    | ゼーフェルト・イン・チロル駅       | 3.6          | 22.4         | ■   | ■  | ■ |                                                               | チロル州             | インスブルックラント郡             |
| 410    | ギーセンバッハ駅                   | 6.8          | 29.2         | ｜  | ■  | ■ |                                                               | チロル州             | インスブルックラント郡             |
| 410    | シャーニッツ駅                     | 3.2          | 32.5         | ｜  | ■  | ■ |                                                               | チロル州             | インスブルックラント郡             |
| 960    | ミッテンヴァルト駅                 | 5.7          | 38.2         | ■   | ■  | ■ |                                                               | オーバーバイエルン県 | ガルミッシュ・パルテンキルヒェン郡 |
| 960    | クライス駅                         | 6.2          | 44.4         | ○   | ■  | ■ |                                                               | オーバーバイエルン県 | ガルミッシュ・パルテンキルヒェン郡 |
| 960    | ガルミッシュ・パルテンキルヒェン駅 | 11.7         | 56.1         | ■   | ■  | ■ | ドイツ国鉄 960号線（ミュンヘン方面）、965号線（ロイッテ方面） | オーバーバイエルン県 | ガルミッシュ・パルテンキルヒェン郡 |